# ジョーダン・アイブ
ジョーダン・アシュリー・フェミ・アイブ（Jordon Ashley Femi Ibe、1995年12月8日 - ）は、イングランド・ロンドン出身のサッカー選手。元U-21イングランド代表。ポジションはミッドフィールダー。
姓は日本ではイベ、アイビーと表記する場合もある。

## 来歴

### クラブ
2003-2007までチャールトン・アスレティックFCのユース、2007-2011までウィコム・ワンダラーズFCのユース所属。2011-2012シーズンのフットボールリーグカップのコルチェスター・ユナイテッドFC戦でトップチームデビュー。2012年リヴァプールFCに移籍。2014年2月からシーズン終了までの半年間、チャンピオンシップのバーミンガム・シティFCに期限付き移籍。2014年8月にはダービー・カウンティFCへのレンタルが決定し、引き続きチャンピオンシップでプレーすることとなった。
2015年1月15日、ローン移籍中であったダービー・カウンティFCからリヴァプールに復帰。
2015-16シーズンはプレミアリーグで27試合に出場。しかし、ユルゲン・クロップ新監督就任後は先発を外れる機会が増えた。
2016年7月14日、イングランド・プレミアリーグのボーンマスへ完全移籍した。契約期間は4年で移籍金は非公表だが、イギリス『スカイ・スポーツ』や『BBC』はクラブ記録の1500万ポンド（約21億円）と報じている。2020年6月末をもってボーンマスから退団した。
2020年9月22日、古巣のダービー・カウンティFCに復帰、2年契約を結んだ。
2022年1月、アダナスポルに3年半契約で加入したが、加入後数か月で退団した。
2023年10月14日、エブスフリート・ユナイテッドFCに加入した。

### 代表
各世代のイングランド代表に選出されている。

## 個人成績
| クラブ                 | シーズン | リーグ | リーグ | カップ | カップ | リーグカップ | リーグカップ | その他 | その他 | 通算 | 通算 |
| クラブ                 | シーズン | 出場   | 得点   | 出場   | 得点   | 出場         | 得点         | 出場   | 得点   | 出場 | 得点 |
| ---------------------- | -------- | ------ | ------ | ------ | ------ | ------------ | ------------ | ------ | ------ | ---- | ---- |
| ウィコム・ワンダラーズ | 2011-12  | 7      | 1      | 1      | 0      | 2            | 0            | 1      | 0      | 11   | 1    |
| リヴァプール           | 2012-13  | 1      | 0      | 0      | 0      | 0            | 0            | 0      | 0      | 1    | 0    |
| リヴァプール           | 2013-14  | 1      | 0      | 0      | 0      | 1            | 0            | -      | -      | 2    | 0    |
| リヴァプール           | 2014-15  | 12     | 0      | 0      | 0      | 0            | 0            | 2      | 0      | 14   | 0    |
| リヴァプール           | 2015-16  | 27     | 1      | 3      | 0      | 5            | 2            | 6      | 1      | 41   | 4    |
| リヴァプール           | 通算     | 41     | 1      | 3      | 0      | 6            | 2            | 8      | 1      | 58   | 4    |
| バーミンガム・シティ   | 2013-14  | 11     | 1      | -      | -      | -            | -            | -      | -      | 11   | 1    |
| ダービー・カウンティ   | 2014-15  | 20     | 5      | 1      | 0      | 3            | 0            | -      | -      | 24   | 5    |
| 総通算                 | 総通算   | 79     | 8      | 5      | 0      | 11           | 2            | 9      | 1      | 104  | 11   |